# Морато (Уругвай)
Морато (исп. Morató) — населённый пункт сельского типа в западной части Уругвая, в департаменте Пайсанду.

## География
Расположен в северо-восточной части департамента, примерно в 145 км к северо-востоку от административного центра департамента, города Пайсанду, в 55 км от города Гичон и в 68 км от города Пасо-де-лос-Торос. В 2,5 км от Морато проходит автомобильная дорога № 25. Абсолютная высота — 121 метр над уровнем моря.

## Экономика
Экономика населённого пункта основана главным образом на животноводстве.

## Население
Население по данным на 2011 год составляет 218 человек.
| Год  | Население |
| ---- | --------- |
| 1963 | 243       |
| 1975 | 201       |
| 1985 | 126       |
| 1996 | 228       |
| 2004 | 252       |
| 2011 | 218       |

Источник: Instituto Nacional de Estadística de Uruguay